# 转发信息库
转发信息库 (forwarding information base, FIB)，也称为转发表或 MAC 表，最常用于网络桥接、路由和类似功能，以找到输入接口应将数据包转发到的正确输出网卡。它是一个将 MAC 地址映射到端口的动态表。它是将网络交换机与集线器分开的基本机制。内容可寻址存储器(CAM) 通常用于高效地实现 FIB，因此有时也称为 CAM 表。

## 数据链路层应用
在数据链路层，FIB 主要用于促进基于MAC 地址的以太网桥接。其他使用 FIB 的数据链路层技术包括帧中继、异步传输模式(ATM) 和多协议标签交换(MPLS)。